# Estela Bezerra
Estelizabel Bezerra de Souza (João Pessoa, 18 de março de 1967), mais conhecida como Estela Bezerra,  é uma jornalista e política brasileira filiada ao Partido dos Trabalhadores na Paraíba.

## Carreira
Formada em Jornalismo pela UFPB, ocupou entre outros cargos, a Secretaria de Planejamento da Prefeitura de João Pessoa na gestão de Ricardo Coutinho e a Secretaria de Comunicação Social da gestão de Coutinho como governador.
Ganhou notoriedade por ter sido indicada pelo PSB e por Ricardo Coutinho como pré-candidata a prefeita da capital paraibana em 2012, após vencer uma polêmica disputa interna com o ex-secretário de planejamento de Coutinho e então prefeito Luciano Agra, que buscava disputar a sua reeleição.
Nas eleições municipais de 2012, com o apoio do governador Ricardo Coutinho, foi candidata a prefeita de João Pessoa ficando com o terceiro lugar na disputa com uma votação de 74.498 votos (20,08% dos votos válidos) e de fora do segundo turno por uma diferença de apenas 672 votos, sendo superada respectivamente pelo candidato vitorioso Luciano Cartaxo, então no PT, que foi apoiado pelo prefeito Luciano Agra, e pelo então senador e ex-prefeito Cícero Lucena do PSDB que teve apenas 0.19% dos votos a mais que Estela. No entanto, teve mais votos que o ex-governador José Maranhão do PMDB que ficou em quarto lugar.
Elege-se deputada estadual em 2014 com 34.929 votos pelo Partido Socialista Brasileiro, sendo a mais votada na capital João Pessoa. Foi reeleita na disputa eleitoral de 2018 com 40.761 votos ou 1,99% do total.
Em dezembro de 2019 teve sua prisão decretada durante a sétima fase da Operação Calvário, promovida pela Polícia Federal, que investigava organização criminosa suspeita de desvio de 134,2 milhões de reais dos serviços de Educação e Saúde. Foram identificados fraudes em concursos públicos e processos licitatórios, além de financiamento para campanhas políticas e superfaturamento de serviços, equipamentos e medicamentos.  Segundo os relatórios, foi apontada como responsável pela estruturação das organizações sociais que teriam desviado recursos para as campanhas nas eleições de 2010, 2014 e 2018. Foi encaminhada para o Presídio Feminino Maria Júlia Maranhão.
Sua prisão foi revogada após 24 horas por seus pares da Assembléia Legislativa em votação secreta. Com a presença de 30 deputados, 25 votaram pela não manutenção da prisão.
Nas Eleições estaduais na Paraíba em 2022, concorreu à uma vaga no Congresso Nacional como Deputada Federal pelo Partido dos Trabalhadores (PT), derrotada, com 44.788 votos (2.02% dos votos válidos), onde o seu partido conseguiu apenas uma vaga na Câmara Federal nessas eleições, perdendo a vaga para Luiz Couto que teve 54.851 votos (2.47% dos votos válidos), com uma diferença de 10.063 votos, onde ficou na primeira suplência.
Em 2024, disputa uma cadeira das 29 na câmara municipal de João Pessoa pelo Partido dos Trabalhadores (PT), derrotada, com 5.348 votos contra 5.420 votos do único candidato eleito pelo partido, Marcos Henriques, com uma diferença de apenas 78 votos, ficando novamente na primeira suplência. 
Foi convidada, pela Ministra Márcia Lopes, para assumir a Secretaria Nacional de Enfrentamento à Violência Contra Mulheres do Ministério das Mulheres. Em 6 de junho de 2025, foi nomeada secretária pelo Ministro-Chefe da Casa Civil da Presidência da República Rui Costa (político) em edição do Diário Oficial da União.